# Here Comes the Bride (film fra 1919)
Here Comes the Bride er en amerikansk stumfilm fra 1919 af John S. Robertson.

## Medvirkende
- John Barrymore som Frederick Tile
- Frank Losee som Robert Sinclair
- Faire Binney som Ethel Sinclair
- Frances Kaye som Nora Sinclair
- Alfred Hickman som James Carleton